# Zulema Alcayaga
Zulema Alcayaga (General Pico, 23 de enero de 1938) es una poetisa, compositora, guionista y dramaturga argentina, especialmente orientada al folclore dirigido a niños. Ha compuesto principalmente en compañía de su esposo, el músico Waldo Belloso. Entre sus creaciones más importantes se encuentra el personaje Margarito Tereré, la obra Canciones para argentinitos, Frutillitas y los ositos cariñosos.

## Biografía
Zulema Alcayaga nació en General Pico, provincia de La Pampa. Desde muy joven se relacionó con el músico folklorista Waldo Belloso, con quien se casaría en 1963, y junto a quien realizaría gran parte de su obra literaria, especializándose en folklore argentino orientado a niños, que su esposo había abordado en 1967, junto al cantante Hernán Figueroa Reyes, con el exitoso disco larga duración Para los más jóvenes: un regalo de Hernán Figueroa Reyes.
Al año siguiente, ya con la colaboración literaria de Zulema Alcayaga, Belloso y Figueroa Reyes grabarían un nuevo disco que marcaría la aparición de un personaje intantil folklórico-musical que se volvería famoso: Margarito Tereré, un yacaré correntino. El disco se tituló Margarito Tereré: cantocuento.
En la década de 1970 el personaje de Margarito Tereré ganó aceptación masiva entre el público infantil, a raíz del lanzamiento de una serie televisiva que se transmitió durante diez años y una película en 1978. En 1972, Zulema y su esposo compusieron el "Himno del Festival de Cosquín".
En 1985 moriría su compañero Waldo Belloso. Zulema continuó dedicándose a los espectáculos infantiles, y en los años siguientes llevó al teatro y a la televisión exitosas obras como Frutillitas y los ositos cariñosos, que había compuesto con su esposo.
En la década de 2000 creó el espectáculo musical Canciones para argentinitos, dedicado a difundir la música folklórica argentina entre los niños, que dio dos discos en 2001 y 2006.
Ha compuesto más de 400 canciones compuestas se destacan el Himno del Festival de Cosquín y El gato de la banderera. Entre los premios recibidos se destacan los premios Estrella de Mar, Argentores 1986, Premio Bamba, El Niño y la Televisión, y la Cruz de Plata Esquiú.

## Discografía
- Margarito Tereré: cantocuento (canta Hernán Figueroa Reyes) (1968)
- Jovita Diaz y las aventuras de Margarito Tereré (1974)
- La herencia (1977)
- Margarito Tereré canta con su pandilla (1977)
- Margarito Tereré (1978)
- La Pandilla de Margarito (1979)
- Viva Margarito (1980)
- Margarito Fiesta (1982)
- Canciones para argentinitos (2001)
- Margarito vuelve al circo (2002)
- Canciones Para Argentinitos Vol.2 (2006)

## Filmografía
- Margarito Tereré, dir: Waldo Belloso, (1978)